# Xenurobrycon
Xenurobrycon is een geslacht van straalvinnige vissen uit de familie van de karperzalmen (Characidae).

## Soorten
- Xenurobrycon coracoralinae Moreira, 2005
- Xenurobrycon heterodon Weitzman & Fink, 1985
- Xenurobrycon macropus Myers & Ribeiro, 1945
- Xenurobrycon polyancistrus Weitzman, 1987
- Xenurobrycon pteropus Weitzman & Fink, 1985